# Келяр, Мажанна Богумила
Мажанна Богумила Келяр (пол. Marzanna Bogumiła Kielar; 8 февраля 1963, Голдап) — польская поэтесса.

## Биография
Закончила философский факультет Варшавского университета, доктор гуманитарных наук. По стипендиям училась в ряде университетов Европы, Азии и США.

## Произведения
- Sacra conversazione (1992, премия журнала Czas Kultury за поэтический дебют)
- Materia prima (1999)
- In den Rillen eisiger Stunden (Штутгарт, 2000, на польском и немецком языках)
- Umbra (2002)
- Monodia (2006)
- Salt Monody (Бруклин, 2006, на польском и английском языках)
- Brzeg (2010, избранное)

## Публикации на русском языке
- [Стихотворения] / Перевод Нат. Астафьевой // Польские поэтессы. — СПб.: Алетейя, 2002. — С. 584—591.

## Признание
Премии фонда Косцельских (1993), имени Казимеры Иллакович (1993), Хрустальная премия Виленицы (1995), Паспорт «Политики» (2000), премия Хуберта Бурды (ФРГ, 2000). Номинант премии Нике (2000). Стихи Келяр выходили книгами на немецком и английском языках.